# البطولات الوطنية الأمريكية 1891 (كرة مضرب)
قائمة بالأبطال في 1891 البطولات الوطنية الأمريكية لكرة المضرب (المعروفة الآن باسم أمريكا المفتوحة):

## الكبار

### فردي رجال
أوليفر كامبل هزم  كلارينس هوبرت 2-6 7-5 7-9 6-1 6-2

### فردي سيدات
مابيل كاهيل هزم  إيلين روزفلت 6-4, 6-1, 4-6, 6-3